# Hölderkontinuitet
Inom matematik säges en funktion f på {\displaystyle \mathbb {R} ^{d}} vara Hölderkontinuerlig eller uppfylla ett Höldervillkor om det finns konstanter C och {\displaystyle \alpha } så att
{\displaystyle \forall x,y\in \mathbb {R} ^{d},~~|f(x)-f(y)|\leq C|x-y|^{\alpha }.}
Detta kan generaliseras till funktioner mellan metriska rum; om g är en funktion från metriska rummet {\displaystyle (X,d_{X})} till {\displaystyle (Y,d_{Y})} är g Hölderkontinuerlig om det finns konstanter C och {\displaystyle \alpha } så att:
{\displaystyle \forall x,y\in X,~~d_{Y}(f(x),f(y))\leq C(d_{X}(x,y))^{\alpha }.}
Speciellt, om {\displaystyle \alpha =1} är funktionen Lipschitzkontinuerlig och om {\displaystyle \alpha =0} är funktionen en begränsad funktion.
Inom funktionalanalys studeras Hölderrum i syfte att lösa partiella differentialekvationer. Hölderrummet {\displaystyle C^{n,\alpha }(\Omega )}, där {\displaystyle \Omega } är en öppen delmängd till något euklidiskt rum och n något naturligt tal, består av funktioner som har derivator upp till ordning n så att n:te ordningens partiella derivatorer är Hölderkontinuerliga med exponent {\displaystyle \alpha }, där {\displaystyle 0<\alpha \leq 1}.